# Кармазіна Марія Степанівна
Марі́я Степа́нівна Карма́зіна (6 травня 1959, Бишів, Київська область) — український політолог, доктор політичних наук, кандидат історичних наук, професор, заслужений діяч науки і техніки України.

## Біографія
У 1985 році закінчила з відзнакою історичний факультет Київського педагогічного інституту. У березні 1989 року здобула ступінь кандидата історичних наук, у травні 1999 року — ступінь доктора політичних наук. З 1986 року з перервами працює в Інституті політичних і етнонаціональних досліджень ім. І. Ф. Кураса НАН України, з 2010 року — завідувачка відділом соціально-політичної історії інституту. Одночасно з 1999 року — професор кафедри політології «Києво-Могилянської академії». У 1991—2002 роках працювала у Київському торговельно-економічний університеті, від 1999 року — професор кафедри філософії і соціальних наук.
Вивчає проблеми становлення інститутів національної державності наприкінці 20 — на початку 21 століть в умовах несталості форми правління та невизначеності сутності політичного режиму, суперечливих соціально-політичних та економічних процесів розвитку в країні приватно-корпоративного капіталізму.
.
У 2002—2006 роках — член експертної комісії ВАК України. З листопад 1998 по січень 1999 року — автор та ведуча програм на українському радіо: «Українська державність: біля витоків ідеї» та програми, присвяченої Лесі Українці (2003). Член громадської організації «Українська академія політичних наук» (з 2004 року — член-кореспондент, з 2010 року — академік).

## Праці

#### Науковий доробок
Автор понад 300 наукових праць, зокрема близько 20 монографій та брошур, з яких 7 — індивідуальні. Серед них:
- Ідея державності в українській політичній думці (кінець ХІХ — початок ХХ століття). Київ: 1998.
- Президентство: український варіант. — К. 2007. — 365 с. — ISBN 978-966-02-4303-3.
- Україна: політична історія. ХХ — початок ХХІ століття. Київ: 2007 (у співавторстві).
- Держава, влада та громадянське суспільство в документах політичних партій України (кінець 1980-х — перша половина 2011 р.). Київ: 2011 (у співавторстві)[3].

#### Науково-популярні видання
- Леся Українка. — К.: Видавничий дім «Альтернативи», 2003. — 416 с.; іл. — ISBN 966-7217-83-3.
- Леся Українка. Життя як виклик. Вид. 2-ге, допов. — Київ: Парлам. вид-во, 2020. — 420 с. — ISBN 978-966-922-166-7.

## Нагороди та відзнаки
- Почесна грамота Президії Національної академії наук України «За багатолітню плідну наукову і педагогічну працю, вагомі творчі здобутки у дослідженні процесів національної державності та особистий внесок у розвиток вітчизняної політичної науки» (2009).
- Грамота Міністерства оборони України «за високий професіоналізм» (2009).
- Заслужений діяч науки і техніки України (2010).
- Грамота начальника Головного управління виховної та соціально-психологічної роботи Збройних Сил України «за багаторічну просвітницьку діяльність у Збройних Силах України та вагомий особистий внесок у військово-патріотичне виховання молоді» (2011).
- Грамота Верховної Ради України «За заслуги перед Українським народом» (2013).
- Подяка Міністра оборони України «За вагомий особистий внесок у справу розвитку Збройних Сил України» (2013).
- Подяка Міністерства оборони України «За зразкове виконання обов'язків, професіоналізм, старанність» (2016).
- Відзнака Національної академії наук України «За наукові досягнення» (2019)[4].